# Walter Bryan Emery
Pour les articles homonymes, voir Emery.
Walter Bryan Emery (né le 2 juillet 1903 à Liverpool - mort le 11 mars 1971) est un égyptologue anglais.
Il étudie les grands mastabas de la période thinite à Saqqarah. Il est l'auteur d'une étude de la grande forteresse de Bouhen en Nubie.
À Saqqarah, il trouve le « zoo » un ensemble d'animaux momifiés. 
À partir de 1951 Walter Bryan Emery occupe la chaire d'égyptologie à l'université de Londres.

## Publications
- 1938 The Tomb of Hemaka ;
- 1939 Hor-aha ;
- 1949 Great Tombs of the First Dynasty I ;
- 1954 Great Tombs of the First Dynasty II ;
- 1958 Great Tombs of the First Dynasty III ;
- 1961 Archaic Egypt ;
- 1962 A Funerary Repast in an Egyptian Tomb of the Archaic Period ;
- 1978 Buhen, the archeological report.